# NIMBY Rails
NIMBY Rails je simulátor budování a správy železnic vyvíjený Carlosem Carrascem. Hra byla vydána 26. ledna 2021 ve formě předběžného přístupu.

## Hratelnost
Ve hře hráč buduje železniční síť a spravuje linky a vlaky. Má možnost tak učinit kdekoliv v herním světě, který je založen na skutečných datech od OpenStreetMap, NASA a ESA. Ten nemá kromě silnic a vodních ploch žádné překážky. Přestože je NIMBY v názvu hry, žádná taková funkce v ní není ještě implementována. Hráč si může vybrat, jestli chce hrát s financemi nebo bez nich. Hra zahrnuje jednoduchý systém poptávky, která se mění na základě herního času a dnu v týdnu. Je dostupný režim více hráčů, který umožňuje více hráčům hrát na stejné mapě. Hra neobsahuje žádné zvuky nebo hudbu.

## Vývoj a vydání
NIMBY Rails je vyvíjeno španělským vývojářem Carlosem Carrascem, který byl k vývoji inspirován jinou hrou ze stejného žánru – OpenTTD. Vývoj začal ke konci roku 2018 pracemi na vykreslování mapy. Jak se program stával čím dál komplexnějším, testovalo se na čím dál složitějších a větších oblastech; od Barcelony po Lucembursko. Kvůli udržení velikosti souborů hry pod 20 GB byly odstraněny budovy a sníženo rozlišení mapy.
NIMBY Rails bylo oznámeno v březnu 2020 a vydáno 26. ledna 2021.

## Přijetí
Hra byla přijata kladně. Aaron Gordon z VICE označil hru jako „pravděpodobně nejkomplexnější hru o rozvoji dopravní sítě, jaká byla kdy vymyšlena“. Rock Paper Shotgun pochválilo možnost stavby kdekoliv na Zemi a jednoduchou hratelnost, ale poznamenalo, že ve hře je prostor pro zlepšení, co se týče ovládání.